# Georgij Asparuhov
Georgij Rangelov Asparuhov (på bulgarsk: Георги Рангелов Аспарухов) (4. maj 1943 – 30. juni 1971) var en bulgarsk fodboldspiller (angriber), der sammen med Hristo Stoitjkov regnes som en af de bedste bulgarske spillere nogensinde.
Han spillede 50 kampe og scorede 19 mål for det bulgarske landshold, og deltog ved hele tre VM-slutrunder (1962, 1966 og 1970). Ved 1962-turneringen i Chile blev han den første bulgarske VM-målscorer nogensinde, da han i et 1-6 nederlag til Ungarn scorede Balkan-nationens eneste mål i turneringen.
Asparuhov spillede på klubplan hovedsageligt for Levski Sofia i hjemlandet. Det blev også til et par sæsoner hos Botev Plovdiv. Han blev i 1965 kåret til Årets fodboldspiller i Bulgarien.
Asparuhov blev den 30. juni 1971, i en alder af 28 år og på toppen af sin karriere, dræbt i en bilulykke sammen med klub- og landsholdskollegaen Nikola Kotkov. Levski Sofias hjemmebane lyder navnet Georgij Asparuhov Stadion til hans minde.